# György Széchenyi
Jiří Sečenský (maďarsky Széchényi (příp. Szécsényi) György, 1592, Szécsény – 18. února 1695, Bratislava) byl uherský šlechtic z rodu Széchényiů a byl zakladatelem jeho hraběcí linie (Széchenyi de Sárvár-Felsővidék). Působil jako duchovní, zastával několik biskupských úřadů v Uhersku a nakonec se stal arcibiskupem ostřihomským a uherským primasem. Vystupoval jako odhodlaný protireformační bojovník.

## Život

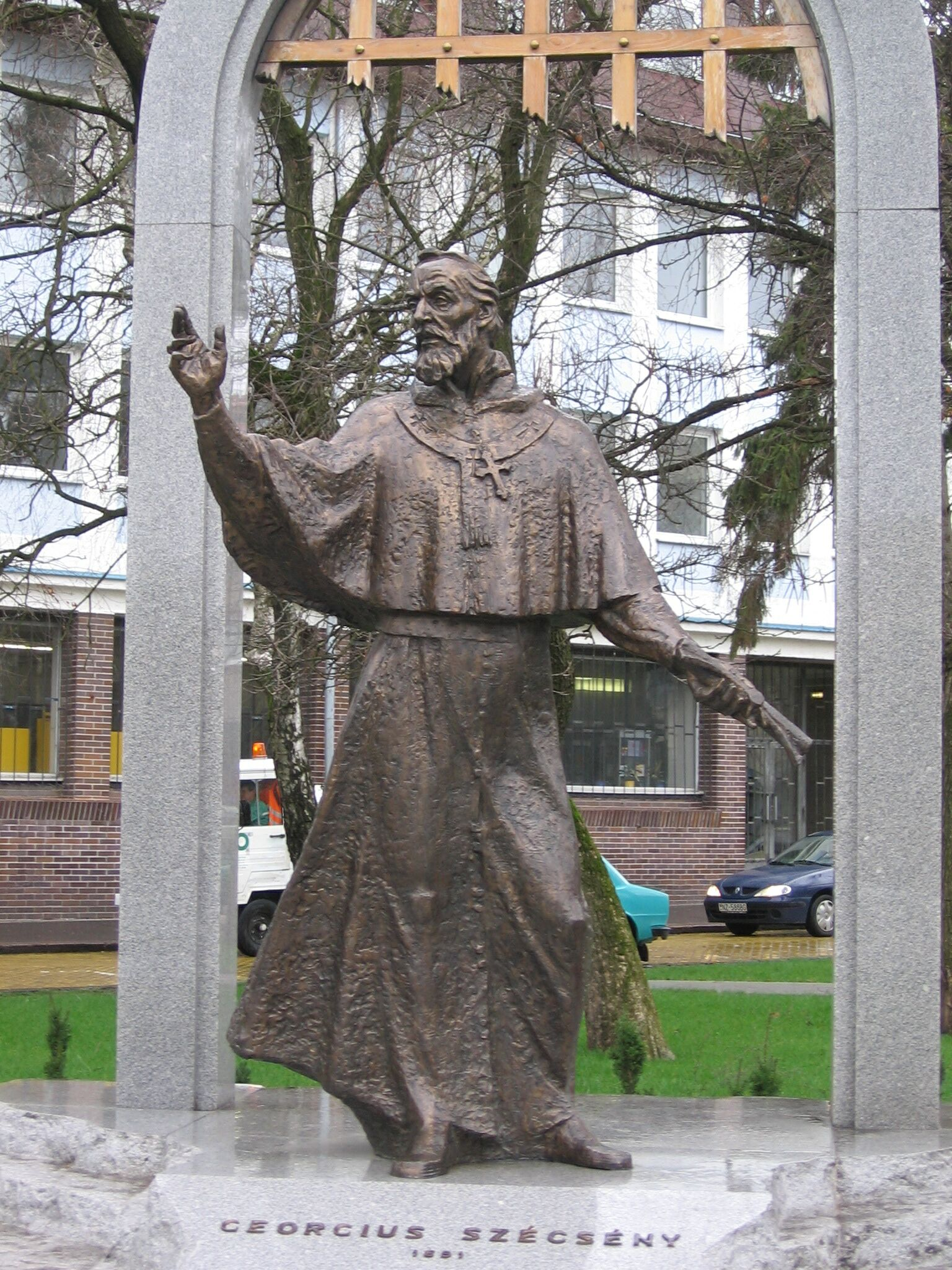
Pomník György Széchényiho Nových Zámcích na Slovensku

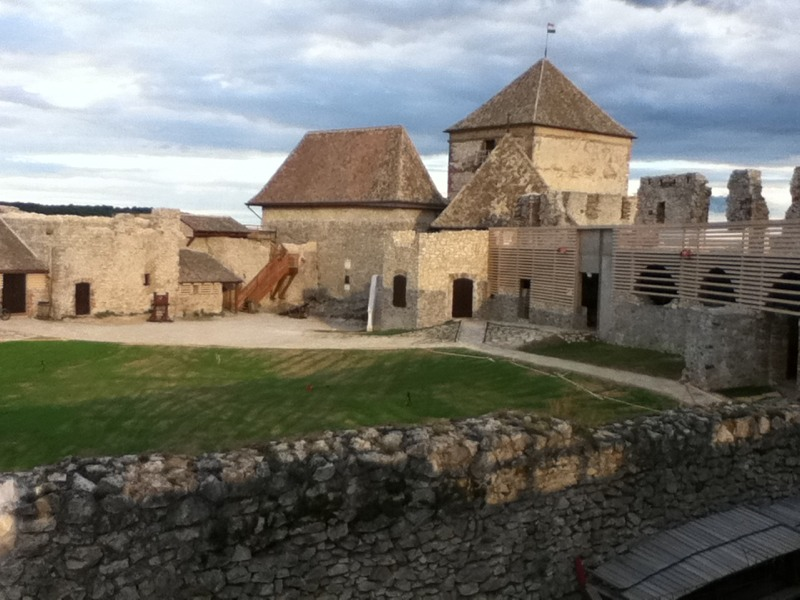
Hrad Sümeg

Jiří Sečenský nejprve absolvoval nižší školy v Gyöngyösi a Trnavě, a po studiích humanitních oborů, od roku 1625 studoval teologii na nově založeném Pázmáneu ve Vídni.
V březnu 1631 byl vysvěcen na kněze. Tři měsíce byl kaplanem v Šaľe a 7. února 1632 se stal ostřihomským kanovníkem. Od roku 1636 byl arcijáhnem trnavským, od roku 1638 prorektorem v Novém Městě nad Váhem, od roku 1641 byl arcijáhnem zvolenským. Roku 1644 byl jmenován biskupem pécsským. V témže roce se účastnil mírových jednání s Jiřím I. Rákóczim v Linci.
V roce 1685 se stal arcibiskupem v Ostřihomi (1685–1695) a tím i uherským primasem, tedy nejvyšším představitelem církve v Uhrách s čestným titulem „prodigium munificentiae“. Za svého úřadování založil několik jezuitských klášterů a kolegií.
Provedl také řadu stavebních úprav pevnosti v západomaďarském Sümegu. Nechal město obehnat kamennou zdí s pěti rohovými baštami se zdobnými branami. V téže době pak nechal postavit Tarisznyavár (maď. tarisznya – „ranec“, „batoh“ a vár – „hrad“).
Roku 1697 mu císař Leopold I. udělil hraběcí titul s predikátem Széchenyi de Sárvár-Felsővidék. Tato rodová linie později sehrála významnou roli v emancipaci maďarského národa.